# فيفا 11
فيفا 11 هي الجزء الثامن عشر من سلسلة ألعاب فيفا لكرة القدم، طورت من قبل شركة إي آيه كندا، ونشرت عبر شركة إلكترونيك آرتس تحت مسمى إي آيه سبورتس، صدرت 28 سبتمبر 2010 في أمريكا الشمالية، 30 سبتمبر 2010 في أستراليا، و1 أكتوبر 2010 في أوروبا وجميع أنحاء العالم ويعمل على منصة بلاي ستيشن 3 واكس بوكس 360، وفيما يتعلق بالإصدار الموجه لأجهزة الحواسيب المكتبية فقد أستخدم لأول مرة محرك اللعبة الخاص بأجهزة بلاي ستيشن 3 وإكس بوكس، التعليق الصوتي باللغة الأنجليزية قدم من قبل مارتن تايلر وآندي جراي.

## النسخة التجريبية
قامت شركة إلكترونيك آرتس بتنزيل النسخة التجريبية (Demo) قبل صدور اللعبة الكاملة بشهر تقريباً وكانت تحتوي نسخة فيفا 11 التجريبية على 6 فرق وهم: برشلونة وريال مدريد وتشيلسي وبايرن ليفركوزن ويوفينتوس وأولمبيك ليون.

## بطولات الدوري
يوجد تقريبا 24 بطولة دوري
| - Australia - الدوري الأسترالي لكرة القدم - Austria - بوندسليغا النمسا لكرة القدم - Belgium - الدوري البلجيكي للمحترفين - Brazil - الدوري البرازيلي لكرة القدم - Czech Republic - الدوري التشيكي لكرة القدم - Denmark - دوري السوبر الدنماركي - England - الدوري الإنجليزي الممتاز - دوري البطولة الإنجليزية - الدوري الإنجليزي الدرجة الأولى - الدوري الإنجليزي الدرجة الثانية - France - الدوري الفرنسي الدرجة الأولى - الدوري الفرنسي الدرجة الثانية - Germany - الدوري الألماني لكرة القدم - بوندسليغا 2 - Rep. of Ireland - دوري الدرجة الممتازة الأيرلندي - Italy - الدوري الإيطالي لكرة القدم - الدوري الإيطالي لكرة القدم - Korea - دوري كوريا الجنوبية لكرة القدم - Mexico - الدوري المكسيكي الممتاز | - Netherlands - الدوري الهولندي الممتاز - Norway - الدوري النرويجي الممتاز - Poland - الدوري البولندي الممتاز - Portugal - الدوري البرتغالي الممتاز - Russia - الدوري الروسي الممتاز - Scotland - الدوري الاسكتلندي الممتاز - Spain - الدوري الإسباني لكرة القدم - دوري الدرجة الثانية الإسباني - Sweden - الدوري السويدي الممتاز - Switzerland - دوري السوبر السويسري - Turkey - الدوري التركي الممتاز - United States - الدوري الأمريكي لكرة القدم - Rest of World - بوكا جونيورز - نادي أتلتيكو ريفر بليت - أيك أثينا - نادي أولمبياكوس - باناثينايكوس - نادي باوك - نادي كايزر تشيفز - أورلاندو بيراتس - Classic XI - World XI |

## الروابط الخارجية
- الموقع الرسمي
- موقع منتدى الفيفا 11 نسخة محفوظة 8 سبتمبر 2008 على موقع واي باك مشين.